# Undercentral

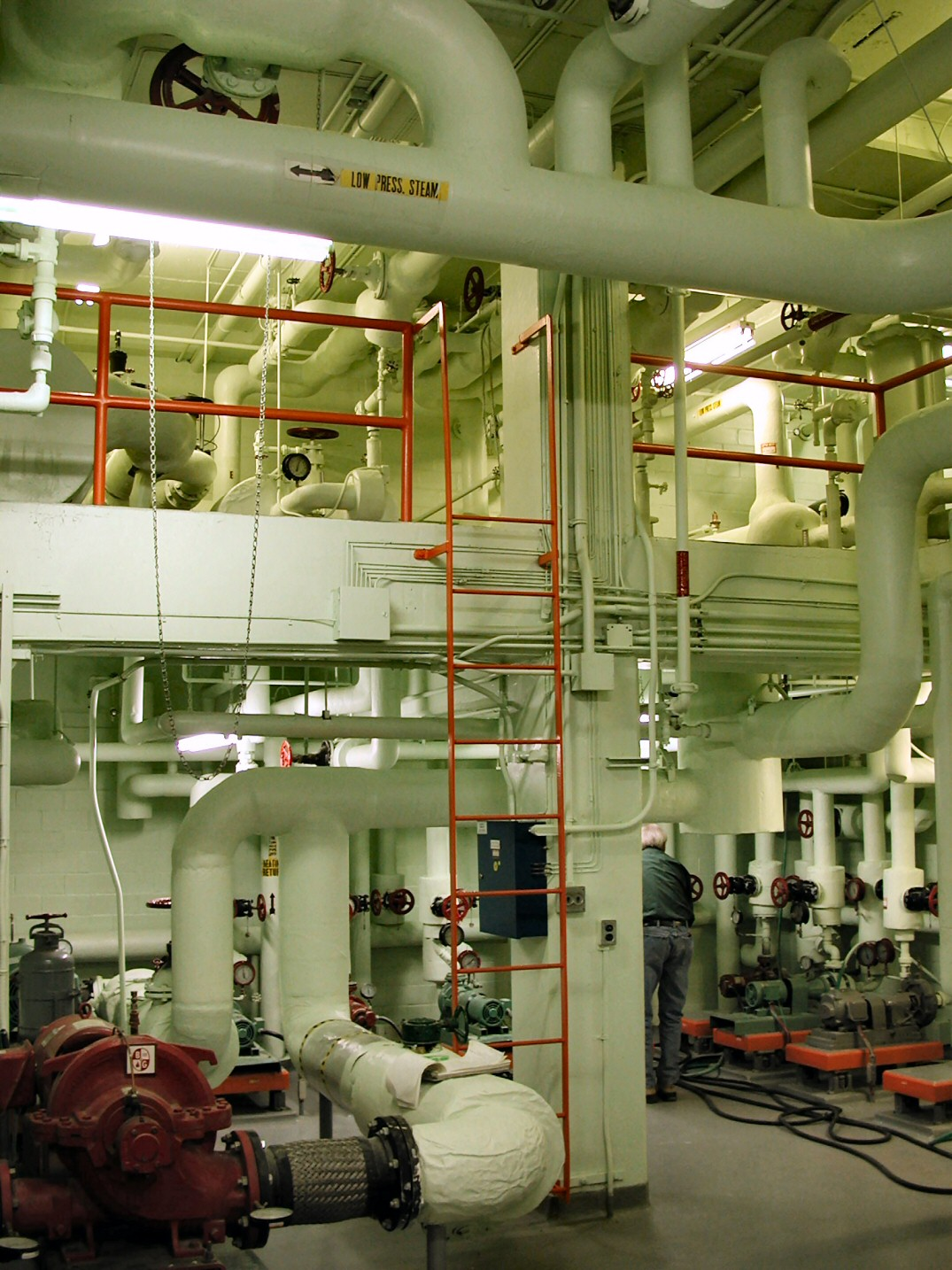
Undercentral i en stor kontorsbyggnad.

En undercentral eller ett pannrum är ett utrymme i en byggnad för underhåll av VVS och elektricitet. Denna lokal kan bland annat innehålla värmepanna, värmepump och säkringsskåp. I flerbostadshus där uppvärmning sker med fjärrvärme är det i undercentralen värmeväxling sker mellan fjärrvärmesystemet och byggnadens värmesystem, dvs. det är i undercentralen som värmeväxlarna sitter. Här hittar man också värmesystemets pumpar, expansionskärl, avstängningsventiler, reglerventiler och även ibland styr- och reglerskåpet där man kan urläsa vilka temperaturer som skall gälla till radiatorer, ventilationsaggregat, varmvatten osv. 
I moderna anläggningar är styr- och reglercentralen uppkopplad mot ett fjärrsystem (oftast internet) och fastighetsskötaren kan kontrollera/ändra inställningar från sin dator på kontoret, till exempel om han/hon får klagomål på att det är kallt i lägenheterna (som värms med radiator) kan densamma höja temperaturen till radiatorerna. En undercentral som är digitaliserad på detta sätt kallas därför digitaliserad undercentral, förkortat DUC.